# Pee Wee Reese
Pee Wee Reese, pseudonimo di Harold Henry Reese (Ekron, 23 luglio 1918 – Louisville, 14 agosto 1999), è stato un giocatore di baseball statunitense che giocò per i Brooklyn (poi Los Angeles) Dodgers.

## Carriera
Iniziò a giocare come professionista con i Louisville Colonels, squadra affiliata alla American Association, all'età di 18 anni. Nel 1938 le sue prestazioni attirarono l'interesse dei dirigenti delle squadre della Major League, in particolare fu molto forte l'interesse dei Boston Red Sox che nel frattempo avevano incluso i Louisville Colonels tra le proprie squadre affiliate. Il suo passaggio nella squadra di Boston fu ostacolato da Joe Cronin, all'epoca manager-giocatore (nello stesso ruolo di Reese) della franchigia del Massachusetts. Il giocatore passò quindi ai Brooklyn Dodgers in cambio di 35.000 dollari e alcuni giocatori.
Rimase con la squadra di Louisville per tutta la stagione 1939 e solo nel 1940 venne chiamato a Brooklyn per giocare in MLB.
La sua avventura coi Dodgers fu inizialmente difficoltosa: la prima stagione disputò solo 84 gare limitato dalle conseguenze di una frattura al calcagno. La stagione 1941 fu caratterizzata da prestazioni opache e da molti errori difensivi (ben 47). Il 1942 fu l'anno della sua consacrazione, in quella stagione partecipò per la prima volta all'All-Star Game e fu il miglior interbase della lega per eliminazioni e assist.
Tra il 1943 e il 1945 prestò servizio nella Marina degli Stati Uniti e fu impiegato nelle operazioni sul Pacifico.
Nel 1946 Reese rientrò negli Stati Uniti e tornò a giocare con i Dodgers. Nel 1947 l'attenzione di tutto il mondo del baseball statunitense era concentrata sui Dodgers che fecero esordire Jackie Robinson, il primo giocatore afroamericano a rompere la barriera razziale. Questo fatto creò fortissime tensioni sia intorno alla squadra che al suo interno. Reese fu uno dei maggiori sostenitori di Robinson, rilasciò molte dichiarazioni in suo favore e si rifiutò di firmare una petizione preparata da alcuni giocatori per boicottarlo. Nel 2005 è stata inaugurata al KeySpan Park di Coney Island una statua che rappresenta Reese e Robinson.
Nel 1950 divenne il capitano della squadra, nel 1955 vinse le World Series.
Nel 1984 fu introdotto nella Baseball Hall of Fame e il 1º luglio dello stesso anno i Dodgers ritirarono ufficialmente il suo numero (# 1).